# Milbank
Milbank és una població dels Estats Units a l'estat de Dakota del Sud. Segons el cens del 2000 tenia 3.640 habitants.

## Demografia
Segons el cens del 2000, Milbank tenia 3.640 habitants, 1.533 habitatges, i 964 famílies. La densitat de població era de 528,4 habitants per km².
Dels 1.533 habitatges en un 30,6% hi vivien nens de menys de 18 anys, en un 52,4% hi vivien parelles casades, en un 7,5% dones solteres, i en un 37,1% no eren unitats familiars. En el 35% dels habitatges hi vivien persones soles el 19,9% de les quals corresponia a persones de 65 anys o més que vivien soles. El nombre mitjà de persones vivint en cada habitatge era de 2,25 i el nombre mitjà de persones que vivien en cada família era de 2,9.
Per edats la població es repartia de la següent manera: un 24,9% tenia menys de 18 anys, un 6,1% entre 18 i 24, un 23,5% entre 25 i 44, un 21,2% de 45 a 60 i un 24,3% 65 anys o més.
L'edat mediana era de 42 anys. Per cada 100 dones de 18 o més anys hi havia 81,4 homes.
La renda mediana per habitatge era de 28.194 $ i la renda mediana per família de 40.117 $. Els homes tenien una renda mediana de 31.486 $ mentre que les dones 20.890 $. La renda per capita de la població era de 17.446 $. Entorn del 6,8% de les famílies i el 10% de la població estaven per davall del llindar de pobresa.

## Poblacions més properes
El següent diagrama mostra les poblacions més properes.